# Kangersuatsiaq
Kangersuatsiaq [kaˌŋɜsːuˈat͡sːiɑq] (nach alter Rechtschreibung Kangerssuatsiaĸ, dänisch Prøven) ist eine grönländische Siedlung im Distrikt Upernavik in der Avannaata Kommunia.

## Lage

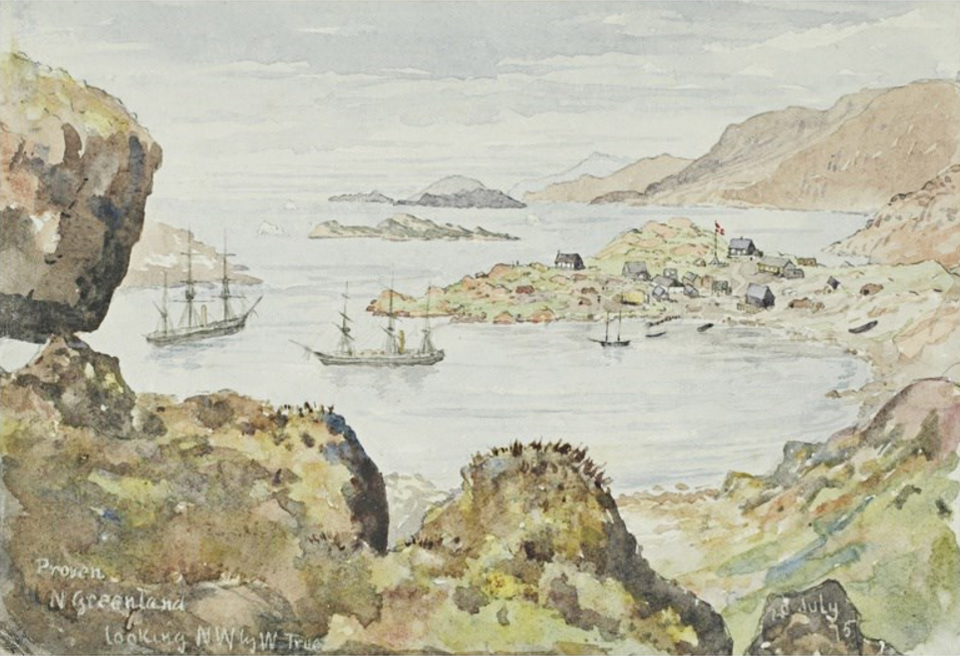
Aquarellmalerei von Kangersuatsiaq aus Richtung Südwesten, gefertigt vom irischen Marinearzt und Maler Edward Lawton Moss (1843–1880) im Jahr 1875

Kangersuatsiaq liegt an der Nordwestküste einer gleichnamigen Insel (Prøven Ø), die innerhalb einer Inselgruppe zwischen der Halbinsel Kangeq im Norden und der Insel Qeqertaq im Süden liegt.

## Geschichte

### 18. und 19. Jahrhundert
Als 1769 eine Kolonie im hohen Norden Grönlands gegründet werden sollte, erwog man eine Platzierung am damals schon bewohnten Wohnplatz Kangersuatsiaq, aber es gab keine geeignete Hafenstelle. In den 1770er Jahren wurde ein Garnfangversuch in Kangersuatsiaq aufgenommen, was vermutlich die Herkunft des dänischen Namens darstellt. Später wurde der Distrikt wieder aufgegeben. 1798 war Kangersuatsiaq unbewohnt. 1800 wurde der Garnfangversuch wieder aufgenommen und ein Däne angestellt, der zudem Handel mit den Einwohnern betrieb. 1805 gab es drei Erdhäuser mit Holzdach in Kangersuatsiaq, eines für den Assistenten, eines für Material und eines für Waren. Im selben Jahr wurde auch ein Walfangversuch gestartet, aber der Walfang in der Gegend war recht erfolglos und wurde zugunsten des Garnfangs bald aufgegeben. 1806 lebten 64 Menschen in drei Häusern in Kangersuatsiaq. Später war der Ort wohl wieder verlassen, aber 1825 wurden drei Männer angestellt und Kangersuatsiaq wurde eine feste Anlage. 1827 wurde der Walfang ein weiteres Mal aufgenommen, aber nach kurzer Zeit wegen der geringen Erträge endgültig aufgegeben. 1850 hatte Kangersuatsiaq 82 Einwohner. Der Ort galt ab 1850 als produktivster Ort des Kolonialdistrikts, wenn nicht ganz Grönlands.

### 20. Jahrhundert
Kangersuatsiaq war ab 1911 eine eigene Gemeinde ohne zugehörigen Wohnplatz im Kolonialdistrikt Upernavik. Sie war Teil des 11. Landesratswahlkreises Nordgrönlands. Als eine von zwei Anlagen, die bis dahin überlebt hatten (mit Nanortalik), kam der Ort beinahe einer Kolonie gleich, sodass Upernavik Kujalleq als Udsted der Anlage Prøven zugeordnet war und nicht der Kolonie.
1918 lebten in Kangersuatsiaq 196 Grönländer und zwei Dänen. Unter ihnen waren 29 Jäger, 13 Fischer, der Handelsassistent, ein Böttcher, sieben Kiffat (grönländische Handelshelfer), ein Katechet und eine Hebamme. Es gab 34 grönländische Wohnhäuser. Der Wohnung des Handelsassistenten war ein 70 m² großer Stockwerkbau mit Schieferdach von 1832. Der Laden aus Ziegelsteinen war von 1837 und 91 m² groß. Das 45 m² große Proviantlager war aus Holz und 1857 errichtet worden. Außerdem gab es ein steinernes Kohlenhaus von 1831 und ein Pulverhaus. Auch auf der gegenüberliegenden Insel befanden sich einige Gebäude, darunter zwei Trankessel, ein Tranhaus mit Brettern und Dachschindeln von 1889 und ein Speckhaus von 1885, das zusammenzustürzen drohte. Die Schule war ein eher größeres Gebäude, das als Grönländerhaus gebaut war. Außerdem gab es eine Kapelle, die aus Holz errichtet war und Dachschindeln hatte. Am Westgiebel befand sich eine Uhr und das Gebäude war äußerst schlecht gebaut und undicht.
Zu einem unbekannten Zeitpunkt wurde Kangersuatsiaq in einen Udsted umgewandelt. 1925 wurde eine neue Schulkapelle errichtet. 1932 wurde ein Packhaus errichtet, das 1957 in einen Laden umfunktioniert wurde. Ein weiteres Packhaus wurde 1937 errichtet. Als 1935 eine Schule gebaut wurde, wurde die Schulkapelle in eine Kirche umgewandelt, 1939 umgebaut und 1941 um eine Leichenkapelle ergänzt. 1949 wurde eine Telestation errichtet, 1956 eine Hebammenwohnung, 1962 eine Werkstatt und ein kleiner Kai und 1964 ein Versammlungshaus. Außerdem gab es eine Wohnung für den Fischereimeister.
Bis 1941/42 lebten in Kangersuatsiaq mehr Menschen als in der Kolonie Upernavik. 1930 waren es 250 Einwohner, 1940 waren es 264 und 249 im Jahr 1950. Anschließend ging die Einwohnerzahl wieder zurück auf 184 Personen im Jahr 1960. Dann stieg sie wieder an, sodass Kangersuatsiaq 1970 wieder 192 Einwohner hatte.
1950 wurde Kangersuatsiaq in die neue Gemeinde Upernavik eingemeindet. Bei der Verwaltungsreform 2009 wurde der Ort ein Teil der Qaasuitsup Kommunia. Seit 2018 gehört Kangersuatsiaq zur Avannaata Kommunia.

## Liste der Kolonialangestellten bis 1921
Die Anlage Prøven wurde bis 1921 von folgenden Handelsassistenten verwaltet.
- 1836–1858: Hans Christiansen
- 1858–1859: Knud Geelmuyden Fleischer
- 1859–1860: Hans Frederik A. Hansen
- 1860–1861: Johan Henrich Ingemann
- 1861–1865: Carl August Ferdinand Bolbroe
- 1865–1868: Lorentz Frederik Mathiesen
- 1868–1870: Johannes Herman Mads Mørch
- 1870–1874: Niss Lauritz Elberg
- 1874–1877: Anthon Frederik Søren Møldrup
- 1877–1880: Jens Christian Poul Fleischer
- 1880–1885: Valdemar Møller
- 1885–1887: Herman Valentin Høst Beyer
- 1887–1891: Carl Frederik Myhre
- 1891–1892: Anders Peter Olsen
- 1892–1893: Johan Christian Evensen
- 1893–1898: Christian August Nielsen
- 1898–1902: Carl Frederik Harries
- 1902–1904: Knud Frederik Hannibal Anton Fencker
- 1904–1905: Einar Andersen
- 1905–1906: Knud Frederik Hannibal Anton Fencker
- 1906–1907: Johannes Otto Frederik Mathiesen
- 1907–1908: Einar Andersen
- 1908–1911: Knud Frederik Hannibal Anton Fencker
- 1911–1912: Axel Kristian Marius Vinterberg
- 1912–1914: Carl Ernst Christian Lembcke-Otto
- 1914:–0000 Harald Olrik
- 1914–1919: J. L. Nielsen
- 1919–1920: Olav Even Olsen
- 1920–1921: Vilhelm Hans Lytzen Hatting

## Wirtschaft
Kangersuatsiaq lebt wie üblich in Grönland von Fischerei und Jagd. Arbeitsplätze bieten zudem die Fischfabrik, der Laden und die Verwaltung.

## Infrastruktur und Versorgung
Der Hafen von Kangersuatsiaq besteht aus einem 4,5 m langen Anlegesteg bei einer Wassertiefe von 1,6 bis 2 m. Luftverkehr geschieht über den Heliport Kangersuatsiaq. Weitere Verkehrsmöglichkeiten bieten Hundeschlitten und Schneemobile. Kangersuatsiaq hat ein ausgebautes Wegnetz.
Nukissiorfiit versorgt den Ort über eine Meerwasserentsalzungsanlage mit Trinkwasser. Daran angeschlossen ist auch ein Kraftwerk zur Stromgewinnung. Abwasser wird in den Grund und ins Meer geleitet.

## Bebauung
In Kangersuatsiaq gibt es eine Kirche, eine Pilersuisoq-Filiale, ein Postgebäude, eine Bank, eine Werkstatt, eine Bibliothek, Verwaltungsgebäude und ein Versammlungshaus. Dazu kommen eine Kita und ein Altenheim. 2011 wurde ein neues Schulgebäude der Juaap Atuarfia eingeweiht, das das alte Schulgebäude ersetzt. Neun Gebäude sind geschützt, darunter die Kirche und die alte Schule.

## Sport
Aus Kangersuatsiaq stammt der Fußballverein Ukaleĸ Kangersuatsiaq, der 1966/67 an der Grönländischen Fußballmeisterschaft teilnahm. Darüber hinaus war 2003 der KFC Kangersuatsiaq Teilnehmer der Meisterschaft.

## Söhne und Töchter
- Sigvard Christiansen (1866–?), Landesrat
- Karl Christiansen (1890–1932), Katechet und Landesrat
- David Kristiansen (1903–1950), Landesrat
- Ole Svendsen (1907–?), Landesrat
- Knud Kristiansen (1918–1989), Katechet und Landesrat
- Samuel Knudsen (* 1929), Künstler, Schriftsteller und Lehrer
- Vilhelm Christiansen (* 1940), Politiker
- Godmand Jensen (* 1940), Politiker (Atassut)
- Jens Immanuelsen (* 1960), Politiker (Siumut)
- Ole Thorleifsen (* 1961), Politiker

## Bevölkerungsentwicklung
Die Bevölkerungszahl von Kangersuatsiaq stieg bis kurz vor der Jahrtausendwende an und hat sich seitdem mehr als halbiert.